# دانیل دیخس
دانیل دیخس (به اسپانیایی: Daniel Diges) (زاده ۱۷ ژانویه ۱۹۸۱) خواننده اسپانیایی است که در مسابقه آواز یوروویژن ۲۰۱۰ نماینده اسپانیا بود.